# Henry Lesser
Henry Lesser (ur. 8 maja 1963 w Bad Liebenstein) – niemiecki piłkarz występujący na pozycji pomocnika oraz trener.

## Kariera klubowa
Lesser rozpoczął karierę w amatorskim klubie Stahl Brotterode. W 1982 przeszedł do drugoligowego Vorwärts Dessau, a w 1984 został zawodnikiem pierwszoligowego Motoru Suhl. W Oberlidze zadebiutował 8 września 1984 w przegranym 0:2 meczu z Wismutem Aue, a 27 października 1984 w przegranym 1:6 pojedynku z 1. FC Lokomotive Leipzig strzelił swojego pierwszego gola w tych rozgrywkach. W Motorze spędził sezon 1984/1985, zakończony spadkiem z ligi.
W 1985 przeszedł do pierwszoligowego klubu FC Carl Zeiss Jena, z którym w sezonie 1985/1986 zajął 3. miejsce w Oberlidze. Zawodnikiem Carl Zeiss Jena był przez sześć sezonów. Po zjednoczeniu Niemiec, w 1991 przeszedł do trzecioligowej Borussii Fulda, w której grał w sezonie 1991/1992. Następnie występował już tylko na szczeblu amatorskim w zespołach TSV Künzell, SG Bad Soden 1911 oraz Germania Fulda.
W DDR-Oberlidze rozegrał 118 spotkań i zdobył 10 bramek.

## Kariera reprezentacyjna
W reprezentacji NRD zadebiutował 14 lutego 1986 w wygranym 2:1 towarzyskim meczu z Meksykiem. W drużynie narodowej rozegrał cztery spotkania, wszystkie w 1986 roku.